# Tamara Bunke
Haydée Tamara Bunke Bider, més coneguda com a Tamara Bunke o pel nom de guerra «Tania», (Buenos Aires, 19 de novembre de 1937 - província de Vallegrande, Bolívia, 31 d'agost de 1967) fou una espia i guerrillera socialista alemanya d'origen argentí, que va tenir un paper destacat en el govern de Cuba després de la Revolució Cubana i en diversos moviments revolucionaris d'Amèrica Llatina. Fou l'única dona a la guerrilla marxista comandada per Che Guevara durant la insurrecció de Bolívia (1966-1967), on va ser assassinada en una emboscada per militars de l'exèrcit bolivià assistits per la CIA.

## Primers anys (1937-52)
Bunke nasqué a Buenos Aires, Argentina, essent filla d'Erich Bunke i Nadia Bider, dos comunistes alemanys (la mare era d'origen polonès). El seu pare s'uní al Partit Comunista d'Alemanya l'any 1928 i volà amb la seva parella fins a Argentina quan els nazis arribaren al poder l'any 1933. Immediatament, els seus pares s'uniren al Partit Comunista Argentí, assegurant-se que Tamara i el seu germà Olaf creixerien en una atmosfera altament polititzada. En nombroses ocasions, la seva família acollí reunions, ajudà refugiats, amagà publicacions i, ocasionalment, garantí un amagatall d'armes a Buenos Aires.
En els seus anys de joventut fou una bona atleta i una excel·lent estudiant, que desenvolupà una particular afició per la música tradicional de Sud-amèrica. No obstant això, l'any 1952, la família retornà a Alemanya Oriental i s'establiren a Stalinstadt (després anomenada Eisenhüttenstadt). Bunke no aprengué alemany fins l'adolescència.

## Anys universitaris (1953-59)
Bunke prosperà en el seu nou entorn i començà a estudiar Ciències Polítiques a la Universitat Humboldt a Berlín Oriental. Aviat s'uní a les joventuts del Partit Socialista Unificat d'Alemanya: la Joventut Lliure Alemanya (FDJ). A més, també s'afilià a la Federació Mundial de la Joventut Democràtica, permetent-li així assistir al Festival Mundial de la Joventut i els Estudiants de Viena, Praga, Moscou i, finalment, l'Havana. El seu gran interès i familiaritat amb Amèrica Llatina, juntament amb les seves habilitats lingüístiques (parlava amb fluïdesa rus, francès, anglès, castellà i alemany), aviat la traslladaren com a representant al Departament Internacional de la FDJ. En aquest càrrec s'ocupà enormement davant la tendència creixent de visitants a Cuba després de la victòria de la Revolució de 1959.

## Cuba i Che Guevara (1960–64)

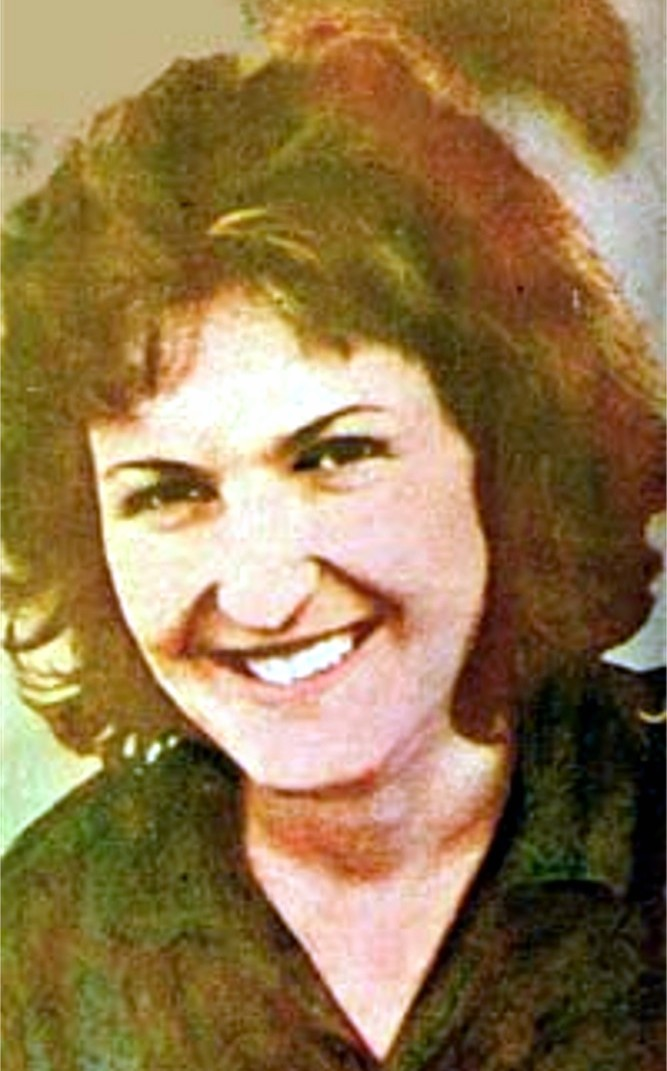
Bunke la primera vegada que arribà a Cuba (1961)

El 1960, amb 23 anys, conegué el revolucionari marxista Che Guevara. Guevara estigué visitant la ciutat alemanya de l'est de Leipzig amb una delegació comercial cubana i Bunke, que el considerà un heroi dels seus, fou assignada com a intèrpret. L'any 1961, inspirada per la Revolució cubana, del qual Guevara esdevingué una icona internacional, Bunke anà a viure a l'illa caribenya. Inicialment buscà feina voluntària al camp en tasques d'ensenyament i de construcció de residències i centres docents. Aviat, els amfitrions cubans començaren a notar l'eficàcia, la disciplina i les aptituds que posseïa. Com a resultat, participà en brigades de treball, la milícia i la Campanya d'Alfabetització cubana. També treballà al Ministeri d'Educació, a l'Institut Cubà d'Amistat amb els Pobles i a la Federació de Dones Cubanes.
Finalment, fou seleccionada per a participar en la fracassada expedició guerrillera del Che a Bolívia anomenada Operació Fantasma. L'objectiu de Guevara fou encendre l'espurna d'una revolució continental que s'escampés per les veïnes Argentina, Paraguai, Brasil, Perú i Xile; creant «dos, tres, molts Vietnams» per tal de desafiar l'imperialisme estatunidenc. Guevara va assignar Bunke per ser entrenada per Dariel Alarcón Ramírez «Benigno» a Pinar del Río. Guevara li va voler ensenyar autodefensa, a utilitzar el ganivet, la pistola, i a enviar i rebre transmissions de telègraf i missatges codificats per ràdio. Durant aquest període que va prendre el nom de «Tania» com el seu nom de guerra. Durant la seva formació a Cuba i més tard en una granja petita als afores de Praga, Bunke va impressionar el cubans amb la seva intel·ligència i habilitat per l'espionatge. A la vegada que divertia els cubans del campament de formació tocant cançons de folk argentí amb l'acordió o la guitarra.

## La insurgència boliviana (1964–67)

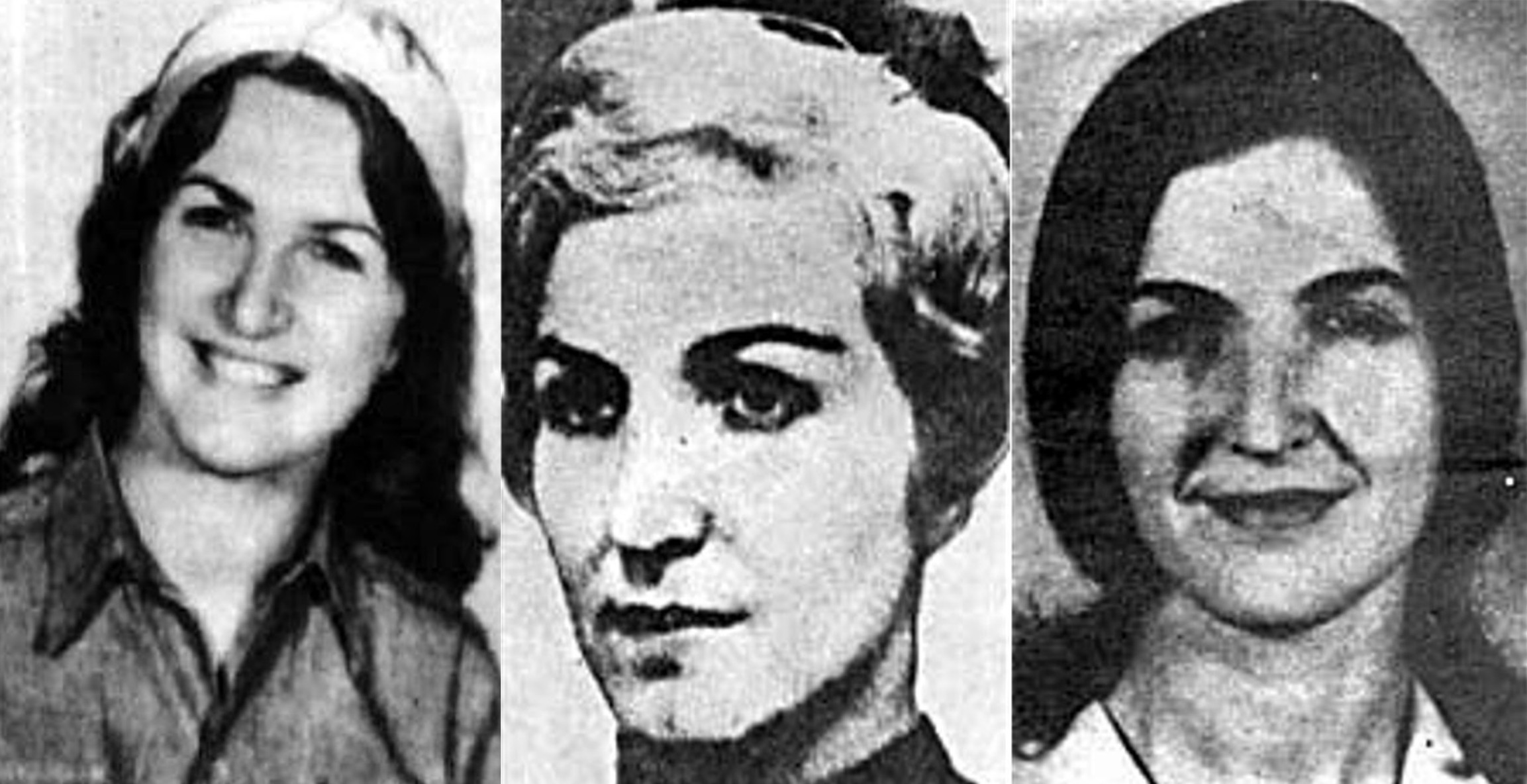
Durant els anys de treball pel govern cubà (1961–67), utilitzà diverses disfresses. Entre d'altres, la d'una dona txeca de nom Marta Iriarte, la de Haydée González i la de Vittoria Pancini, una ciutadana italiana que viatjava per Europa.

L'octubre de 1964, viatjà a Bolívia sota el nom de Laura Gutiérrez Bauer com a agent secret de la darrera campanya de Guevara. La seva primera missió fou reunir informació de l'elit política boliviana i sobre la capacitat de les seves forces armades. Aparentant ser una experta folklorista argentina de dretes, ràpidament aconseguí infiltrar-se a les altes esferes de la societat, assistint sense problema als cercles acadèmics i oficials més elitistes de Bolívia. Fou capaç d'infiltrar-se a la societat de La Paz fins al punt que arribà a guanyar-se l'admiració del president bolivià René Barrientos, anant fins i tot de vacances amb ell al Perú. Per tal de mantenir la tasca d'espionatge, dedicà temps als estudis de recerca de música folk (produint durant aquest temps una de les col·leccions més valuoses de música boliviana) i segellà un matrimoni de conveniència amb un jove bolivià per tal d'obtenir la ciutadania.
Tàcticament al principi, el seu treball fou incalculable perquè utilitzà aparells de ràdio amagats en un compartiment de darrere de la paret del seu apartament, no només per enviar missatges codificats a Fidel Castro a l'Havana sinó també d'utilitat per a la guerrilla de camp actuant com a estació de comunicacions, transmetent missatges encriptats a parelles fictícies emocionalment no correspostes.
Tanmateix, a finals de 1966, la no fiabilitat de molts dels seus camarades a la ciutat va forçar Bunke a viatjar al campament rural a Ñancahuazú. En un d'aquests viatges, un comunista bolivià capturat va desvelar l'adreça de la casa segura on el cotxe de Tania estava aparcat i on ella havia deixat la seva llibreta d'adreces. Com a resultat, no va tenir cap altra elecció que unir-se a la guerrilla armada, al càrrec del racionament de menjar i controlant les emissions radiofòniques.
Sense Bunke com el contacte de la guerrilla cap enfora, la guerrilla es va trobar aïllada. Bunke va tenir febre alta, una lesió a la cama i els efectes dolorosos del chigoe (paràsit de puça). Consegüentment, Guevara decidí enviar un grup de 16 combatents, incloent Bunke, fora de les muntanyes.

### Mort
A les 17:20 del 31 d'agost de 1967, la columna de Bunke i de Joaquín era emboscada mentre travessava el riu Grande a Vado del Yeso. Tania estava amb l'aigua fins a la cintura, amb el seu rifle aguantat per sobre del seu cap, quan va ser disparada al braç i al pulmó, assassinada juntament amb vuit del seus companys insurgents. El seu cos fou portat riu avall i només recuperat per l'exèrcit bolivià diversos dies més tard, el 6 de setembre. Quan el seu cadàver menjat per les piranyes va ser presentat a Barrientos, va ser enterrat en una tomba sense marcar amb la resta dels guerrillers. Tanmateix, les dones camperoles de la comunitat local van reclamar que, com a dona, mereixia un enterrament cristià apropiat.
Quan la seva mort va ser anunciada a la ràdio, Guevara, encara lluitant molt a prop, va rebutjar creure's la notícia, sospitant que era propaganda de l'exèrcit per desmoralitzar-lo. Més tard, quan Fidel Castro va saber de la seva defunció, va declarar «Tania la guerrillera, una heroïna de la Revolució cubana».

### Restes
Després de la recerca que va dirigir el biògraf Jon Lee Anderson, el 1997 foren descobertes les tombes clandestines de Che Guevara i Bunke. Ambdós van ser portats a Cuba i enterrats en un mausoleu de la ciutat de Santa Clara, com també molts dels combatents de la Guerrila de Ñancahuazú.

## KGB, Stasi, i reclamacions per afers
Des del moment de la seva mort hi ha hagut diversos rumors o al·legacions conflictives de que va treballar per al KGB soviètic o per al Stasi alemany; juntament amb l'afirmació que ella i el Che Guevara eren amants mentre es trobaven a Bolívia, i que fins i tot que podia haver portat el seu fill quan va ser assassinada; això va ser finalment refutat el 2017 pel doctor Abraham Baptista, que es va encarregar de l'autòpsia tant del Che com de Tamara Bunke.
El 1997, enmig de rumors i afirmacions que Tamara treballava al KGB o al Stasi alemany, la seva mare de 85 anys, Nadia Bunke, va viatjar a Moscou per obtenir una declaració per escrit dels successors del KGB declarant que Bunke mai va treballar per a ells. Per la seva banda, el govern alemany, que ara custodia els expedients de Stasi, també ha confirmat que no té registres sobre ella.
Abans que la mare de Tania, Nadia Bunke, morís el 2003, també va aconseguir que el llibre "Tania, la dona que Che Guevara va estimar" per l'autor uruguaià José A Friedl, fos retirat de la venda a Alemanya. Els tribunals van dictaminar que el llibre contenia denúncies difamatòries contra Tamara Bunke; és a dir, va repetir el rumor del defensor del Stasi, Günter Männel, a partir dels anys setanta, que Bunke i Guevara van iniciar una aventura extraconjugal el 1965 mentre es formaven junts a Praga. Tot i això, tot i que tots dos van rebre instruccions a Praga, mai no van estar a la ciutat alhora.